# Dyane
Dyane es una ciudad censal situada en el distrito de Nashik en el estado de Maharashtra (India). Su población es de 49182 habitantes (2011). Se encuentra a 110 km de Nashik.

## Demografía
Según el censo de 2011 la población de Dyane era de 49182 habitantes, de los cuales 25181 eran hombres y 24011 eran mujeres. Dyane tiene una tasa media de alfabetización del 81,39%, superior a la media estatal del 82,34%: la alfabetización masculina es del 84,65%, y la alfabetización femenina del 77,93%.